# Etim Esin
  Etim Esin    (Oron, 15 de novembre de 1969) és un exfutbolista nigerià de la dècada de 1980.
Fou internacional amb la selecció de futbol de Nigèria.
Pel que fa a clubs, destacà a Bèlgica, als clubs AA Gent, Lokeren i Lierse SK.